# Chobienia (gmina)

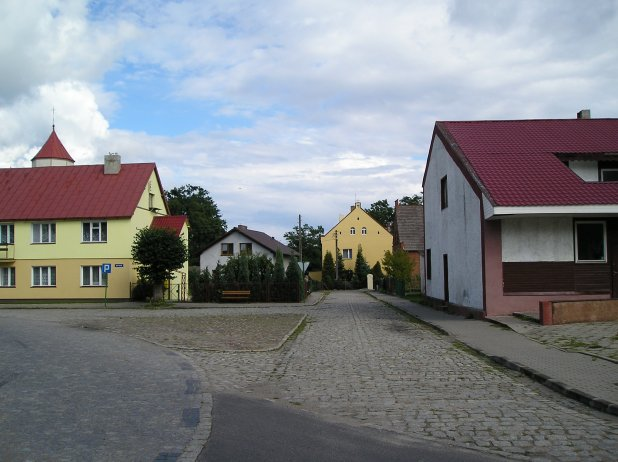
Rynek w Chobieni

Chobienia – dawna gmina wiejska istniejąca w latach 1945–1954 oraz przejściowo w 1973 roku w woj. wrocławskim (dzisiejsze woj. dolnośląskie). Siedzibą władz gminy była Chobienia (do 1945 miasto).
Gmina Chobienia powstała po II wojnie światowej na terenie tzw. Ziem Odzyskanych (tzw. II okręg administracyjny – Dolny Śląsk). 28 czerwca 1946 gmina – jako jednostka administracyjna powiatu wołowskiego – weszła w skład nowo utworzonego woj. wrocławskiego.
Według stanu z 1 lipca 1952 gmina składała się z 10 gromad: Buszkowice, Chobienia, Dziesław, Górzyn, Kębłów, Naroczyce, Nieszczyce, Orsk, Wądroże i Wysokie. Gmina została zniesiona 29 września 1954 wraz z reformą wprowadzającą gromady w miejsce gmin.
Gminę Chobienia reaktywowano 1 stycznia 1973 roku, tym razem w powiecie lubińskim, w woj. wrocławskim. W jej skład weszło 9 sołectw: Chełm, Chobienia, Ciechłowice, Górzyn, Kębłów, Naroczyce, Olszany, Orsk i Radoszyce.
9 grudnia 1973 roku gmina została zniesiona przez połączenie z  dotychaczasową gminą Rudna, tworząc nową gminę Rudna; równocześnie z gminy Rudna wyłączono wsie Barszów i Żelazny Most, włączając je do gminy Polkowice.